# Gualtiero II di Modica
Gualtiero II di Modica (o di Mohac), signore di Modica (in lingua latina Gualterius de Moac, in francese Gauthier de Moac; ... – dopo il 1194), fu un nobile, politico e militare siciliano di origine normanna del XII secolo.

## Biografia
Di nobile stirpe di origine normanna, figlio di Gualtiero I, signore di Modica, nel 1168 fece parte di quella fazione avversa a Stefano di Perche, arcivescovo di Palermo e cancelliere del Regno, di cui era considerato uno dei capi, e per ciò accusato di tradimento.
Gualtiero ricoprì numerosi e importanti incarichi politici, amministrativi e militari al servizio degli Altavilla, dinastia regnante della Sicilia liberata dalla dominazione araba: connestabile del Regno nel 1171, il re Guglielmo II di Sicilia nel 1177 lo nominò ammiraglio della flotta reale (Regis Fortunati Stolii Admiralis). Nel 1178-79 fu a Salerno per ricoprire l'incarico di magister regie duane de secretis et duane baronum.
Il re di Sicilia nel 1180-81 gli affidò il comando della flotta normanno-sicula inviata alle Baleari contro gli Arabi, che commettevano numerosi atti di pirateria, spedizione fallita per le condizioni meteorologiche sfavorevoli che crearono problemi alle navi.
Dopo la morte del re Guglielmo nel 1189, che non lasciò discendenti per la successione al trono del Regno di Sicilia, Gualtiero - come tutta la nobiltà normanna - aderì alla fazione a sostegno del conte Tancredi di Lecce, avverso a quello di Enrico VI di Svevia, marito di Costanza d'Altavilla, zia di Guglielmo da cui era stata designata erede. Tancredi si proclamò sovrano nel 1191, ma tre anni più tardi lo svevo conquistò l'isola e si fece incoronare re di Sicilia, e Gualtiero, avendo aderito al partito "tancrediano", fu privato dal nuovo monarca di tutte le dignità e gli onori fino ad allora posseduti, nonché del suo dominio feudale su Modica, che gli venne confiscata. Non si hanno notizie certe su fatti avvenuti successivamente, né quelle relative al luogo e all'anno di morte.
La regina Costanza, per riparare ai torti commessi dal marito - morto nel 1197 - ed evitare il verificarsi di possibili tumulti, decise di compensare i baroni siciliani privati dei loro feudi con l'assegnazione di altre terre, e tra questi vi fu Arnaldo, figlio di Gualtiero, che nel 1198 ottenne la concessione della baronia di Sortino, come compensazione per la confisca di quella di Modica.. Da Arnaldo si svilupparono varie linee di discendenti, l'ultima delle quali fu quella dei baroni di Bugidiano e poi di Grisì, questi ultimi investiti agli inizi del 1800 con Marco Modica de Mohac.